# سیارک ۹۰۶

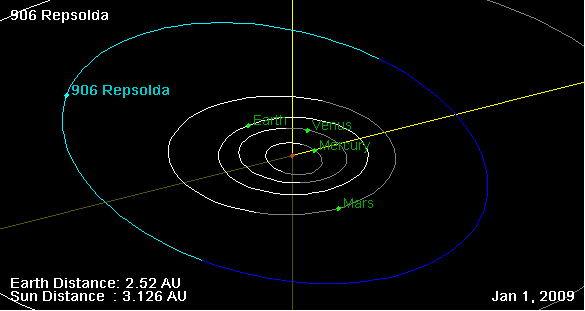
نمایی از محل قرارگیری سیارک ۹۰۶ در مدار – ۲۰۰۹

سیارک ۹۰۶ (به انگلیسی: 906 Repsolda، نامگذاری:1918ET) نهصد و ششمین سیارک کشف شده‌است که در ۳۰ اکتبر ۱۹۱۸ کشف شد.
قدر مطلق سیارک برابر ۹٫۵۰ است.